# هارالدمیر مانتلا
هارالدمیر مانتلا (نام علمی: Mantella haraldmeieri) نام یک گونه از سرده قورباغه‌های مانتلا است.